# Grote Hollandse Waard

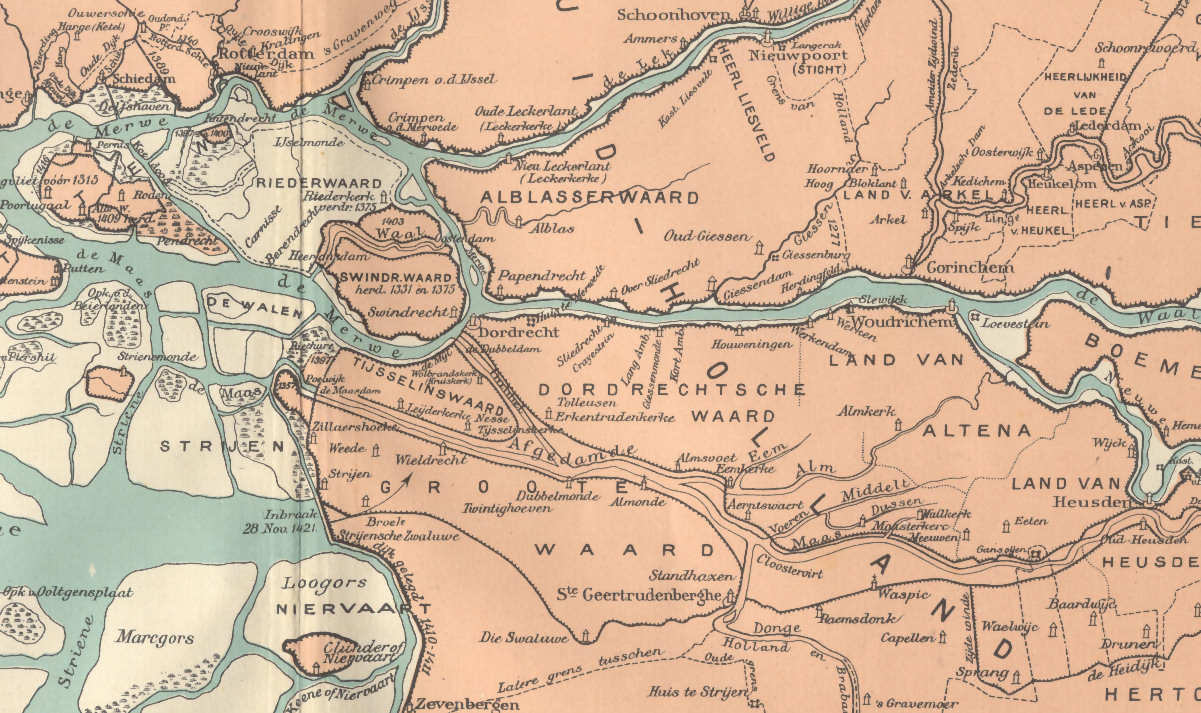
Le Groote Waard et les régions voisines juste avant l'inondation de 1421

Le Groote Hollandse ou en néerlandais Hollandse Waard était une zone agricole entre la Hollande-Méridionale et le Brabant.
Elle a été créée en 1283, avec le barrage de la Meuse à Heusden et à Maasdam, et la construction d'une digue. C'était une zone humide. Au nord du lit de la Vieille Meuse, le terrain est argileux et au sud ce sont des tourbières.
Après l'Inondation de la Sainte-Élisabeth en 1421, le Grote Waard entier s'est retrouvé sous les eaux.

## Référence
- (nl) Cet article est partiellement ou en totalité issu de l’article de Wikipédia en néerlandais intitulé « Groote of Hollandsche Waard » (voir la liste des auteurs).